# くノ一化粧
『くノ一化粧』（くのいちげしょう）は、1964年の日本映画。東映京都撮影所製作、東映配給、監督は中島貞夫。
『くノ一忍法』に続く東映「くノ一シリーズ」第2弾、この作品もヒットし、東映は第3弾の『忍法忠臣蔵』を製作する。原作は山田風太郎の『外道忍法帖』。堀田眞三の映画デビュー作である。

## 概要
山本直純のリズミカルで軽快な音楽をバックに、前作とは一転してコメディタッチの演出となっている。映画製作にあたり中島は、原作者の山田風太郎から原作を中島の好きな様に映像化することを許可された。
今村昌平の映画『赤い殺意』に感銘を受けた中島貞夫は、その赤い殺意の主要キャストである西村晃と春川ますみを起用、同じく同作品に主要キャストとして出演していて、前作の『くノ一忍法』でも起用された露口茂が再度起用された。

## あらすじ
徳川幕府転覆を企てる浪人たちが各地で武装蜂起するも失敗に終わる。松平伊豆守(原田甲子郎)は早くから配下の忍者である服部半助(多々良純)に、浪人たちの資金の流れを探らせ、豊臣家の隠し財宝が残されていて、かつて豊臣家に仕えた天姫ら大友忍者六人のくノ一が持つ六個の鈴にその秘密があると知る。伊豆守の命で忍者の首領である天草扇千代(露口茂)らの6人は、その鈴を入手すべく長崎に向う。鈴を守ろうとする天姫(弓恵子)ら、くノ一たちと伊豆守配下の忍者たちは死闘の末に絶命、扇千代と天姫だけが生き残るが、扇千代は天姫の術で盲目となる。天姫は扇千代に奪われた鈴を取り戻すべく、扇千代が入れ込んでいる遊女、伽羅(春川ますみ)に乗り移り扇千代に近くが、いつしか鈴を取り戻すことを忘れ、扇千代との情事に溺れていく。

## キャスト
- 露口茂 : 天草扇千代[9][10][11]
- 小沢昭一 : 真昼狂念
- 芦屋雁之助 : 十六夜鞭馬
- 弓恵子 : 天姫
- 緑魔子 : お志乃
- 三島ゆり子 : お貞
- 西岡慶子 : もみじ
- 松井康子 : お珠
- 岬瑛子 : 夕心尼
- 堀田眞三
- 原田甲子郎 : 松平伊豆守
- 原健策 : 由井正雪
- 多々良純 : 服部半助
- 春川ますみ : 伽羅
- 脇中昭夫 : 篝火兵部
- 加藤武 : 百済水阿弥
- 西村晃 : 鴬道忍

## スタッフ
- 監督 ： 中島貞夫
- 企画 ： 小倉浩一郎, 折茂武雅
- 原作 ： 山田風太郎『外道忍法帖』
- 脚色 ： 倉本聰, 中島貞夫, 金子武郎
- 音楽 ： 山本直純
- 撮影 ： 赤塚滋
- 美術 ： 吉村晟
- 録音 ： 藤本尚武
- 編集 ： 神田忠男
- スクリプター・記録 ： 深野たかし
- 照明 ： 和多田弘

## 併映作品
- 『幕末残酷物語』: 加藤泰監督